# Sindkhed Raja
Sindkhed Raja (o Sindkhedaraja) è una città dell'India di 13.940 abitanti, situata nel distretto di Buldhana, nello stato federato del Maharashtra. In base al numero di abitanti la città rientra nella classe IV (da 10.000 a 19.999 persone).

## Geografia fisica
La città è situata a 19° 58' 56 N e 76° 08' 20 E.

## Società

### Evoluzione demografica
Al censimento del 2001 la popolazione di Sindkhed Raja assommava a 13.940 persone, delle quali 7.332 maschi e 6.608 femmine. I bambini di età inferiore o uguale ai sei anni assommavano a 1.938, dei quali 1.105 maschi e 833 femmine. Infine, coloro che erano in grado di saper almeno leggere e scrivere erano 9.081, dei quali 5.486 maschi e 3.595 femmine.